# Стадион ВСЕ Сегедин
Стадион Сегеди ВСЕ (мађ. Szegedi VSE Stadion), је стадион у Сегедину, Мађарска. Стадион отворен 1937. године а капацитетом од 5.000 места, служи као домаћи терен ФК Вашуташ Сегедину.

## Историја стадиона
Стадион је отворен 1937. године. 2007. је предложена реновација и добија садашњи капацитет.

## Посета на стадиону

### Рекрди
Рекордна посета:
- 10.000, ФК ЕОЛ АК Сегедин (Szeged-Csanád Grosics Akadémia) против Раба ЕТО, 21. април 1984.